# Cantó de San-Martino-di-Lota
El cantó de San-Martino-di-Lota és una antiga divisió administrativa francesa situat al departament de l'Alta Còrsega i a la Col·lectivitat Territorial de Còrsega. Va desaparèixer el 2015.

## Geografia
El cantó és organitzat al voltant de San-Martino-di-Lota dins el districte de Bastia. La seva alçària varia de 0 (Biguglia) a 1 198 m amb una alçària mitjana de 297 m.

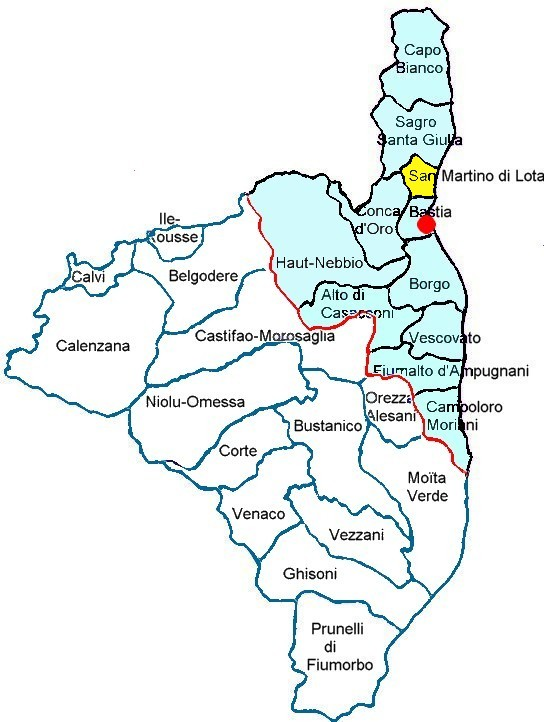
Localització del cantó de San-Martino-di-Lota

## Administració
| Període   | Identitat             | Partit           | Qualitat |
| --------- | --------------------- | ---------------- | -------- |
| 1985-2015 | Jean-Jacques Padovani | Corse Démocratie |          |

## Composició
| Nom                  | Població | Codi Postal | Codi Insee |
| -------------------- | -------- | ----------- | ---------- |
| San-Martino-di-Lota  | 2 530    | 20200       | 2B305      |
| Santa-Maria-di-Lota  | 1 791    | 20200       | 2B309      |
| Ville-di-Pietrabugno | 2 950    | 20200       | 2B353\|}   |

## Demografia
| 1962  | 1968  | 1975  | 1982  | 1990  | 1999  | 2012  |
| ----- | ----- | ----- | ----- | ----- | ----- | ----- |
| 2.111 | 4.198 | 5.450 | 6.576 | 7.242 | 7.271 | 8.446 |